# Кошерень (комуна)
Кошерень, Кошерені (рум. Coșereni) — комуна у повіті Яломіца в Румунії. До складу комуни входить єдине село Кошерень.
Комуна розташована на відстані 45 км на північний схід від Бухареста, 64 км на захід від Слобозії, 141 км на південний захід від Галаца, 131 км на південний схід від Брашова.

## Населення
За даними перепису населення 2002 року у комуні проживала 7031 особа.
Національний склад населення комуни:
| Національність | Кількість осіб | Відсоток |
| -------------- | -------------- | -------- |
| румуни         | 6336           | 90,1%    |
| цигани         | 694            | 9,9%     |
| угорці         | 1              | < 0,1%   |

Рідною мовою назвали:
| Мова      | Кількість осіб | Відсоток |
| --------- | -------------- | -------- |
| румунська | 6391           | 90,9%    |
| циганська | 640            | 9,1%     |

Склад населення комуни за віросповіданням:
| Релігія        | Кількість осіб | Відсоток |
| -------------- | -------------- | -------- |
| православні    | 7023           | 99,9%    |
| п'ятдесятники  | 3              | < 0,1%   |
| греко-католики | 3              | < 0,1%   |
| адвентисти     | 1              | < 0,1%   |